# František Langer
František Langer (Praga, 3 marzo 1888 – Praga, 2 agosto 1965) è stato un drammaturgo ceco.

## Biografia
In gioventù partecipò alla prima guerra mondiale, traendo da quell'esperienza le opere Il lupo di ferro (1920), All'alba (1920), e La pattuglia di cavalleria (1935).
Altre sue opere furono Un cammello per la cruna di un ago (1923), Periferia (1925) e La reclusa n.72 (1937). Durante la seconda guerra mondiale lavorò al reparto ceco della BBC.
Nel 1947 lo Stato gli conferì il titolo di artista nazionale.
Leggende praghesi (1956) è una delle sue opere letterarie più note, in cui descrive in modo vivo lo stretto rapporto tra la Moldava, gli abitanti delle sue rive e i misteriosi personaggi delle sue secolari leggende.
Ai suoi esordi Langer si dedicò soprattutto ad approfondire un suo peculiare stile, vicino al neoclassicismo, dopo di che studiò prevalentemente la società e la vita quotidiana, con spirito realistico e con una dose di umorismo.